# Ариан-6
«Ариан-6» (фр. Ariane 6) — действующая европейская ракета-носитель (РН) семейства «Ариан», предназначена для выведения полезной нагрузки на низкую опорную орбиту (НОО) или геопереходную орбиту (ГПО), пришедшая на смену РН «Ариан-5».
Производится Европейским космическим агентством (ЕКА). Предварительно запуски планировалось производить с космодрома Куру́ во Французской Гвиане, откуда 9 июля 2024 года был совершён её первый запуск.
Во время первого запуска с помощью «Ариан-6» ранее планировалось вывести на орбиту 30 спутников OneWeb, однако в итоге на борту ракеты оказалось 8 исследовательских кубсатов (мини-спутников) от различных учреждений и две возвращаемые капсулы.

## Модификации и будущее развитие
РН «Ариан-6» будет создана в двух версиях.
- Версия A62: лёгкая ракета будет снабжена двумя твердотопливными ускорителями и предназначена для вывода небольших по массе спутников: аппаратов обеспечения связи, телевещания, доступа в интернет. Способна вывести до 5 т на ГПО и 10,35 т на НОО.
- Версия A64: тяжёлая версия ракеты будет оснащена четырьмя ускорителями, и будет применяться для вывода на орбиты крупных спутников научного и военного назначения, различного рода космических аппаратов. Способна вывести до 11,5 т на ГПО и 21,5 т на НОО[4].

## Хронология запусков
| №                      | Дата и время (UTC)                     | Версия | Полезная нагрузка | Результат |
| ---------------------- | -------------------------------------- | ------ | --- | --- |
| Осуществлённые запуски |                                        |        | | |
| VA262                  | 9 июля 2024 19:01                      | A62    | Испытательный полет с массогабаритным макетом весом 1,6 тонны, а также несколькими кубсатами и другими небольшими экспериментами. Первый запуск «Ариан-6». | Частичный успех Вторая ступень не сведена с орбиты, не отделены две опытных возращаемых ПН. Остальные ПН успешно выведены. |
| VA263                  | 6 марта 2025 16:24                     | A62    | Французский разведывательный спутник CSO-3 | Успех |
| VA264                  | 13 августа 2025 00:37                  | A62    | Европейский метеоспутник нового поколения MetOp-SG-A1 | Успех |
| Планируемые запуски    |                                        |        | | |
|                        |                                        | A62    | 30 спутников OneWeb | |
|                        |                                        | A64    | Galaxy-37 | |
|                        | не ранее IV квартал 2024 года — опцион | A62    | до 36 спутников OneWeb | |
|                        | не ранее IV квартал 2024 года — опцион | A64    | до 78 спутников OneWeb | |
|                        |                                        | A64    | MTG-S1 | |
|                        | 2 полугодие 2025                       | A64    | MTG-I2 | |
|                        | 2025                                   | A64    | IS-41 & IS-44 | |
|                        |                                        | A64    | 18 запусков для Project Kuiper | |